# Echinocystis lobata
Echinocystis lobata là một loài thực vật có hoa trong họ Cucurbitaceae. Loài này được (Michx.) Torr. & A.Gray mô tả khoa học đầu tiên năm 1840.

## Hình ảnh

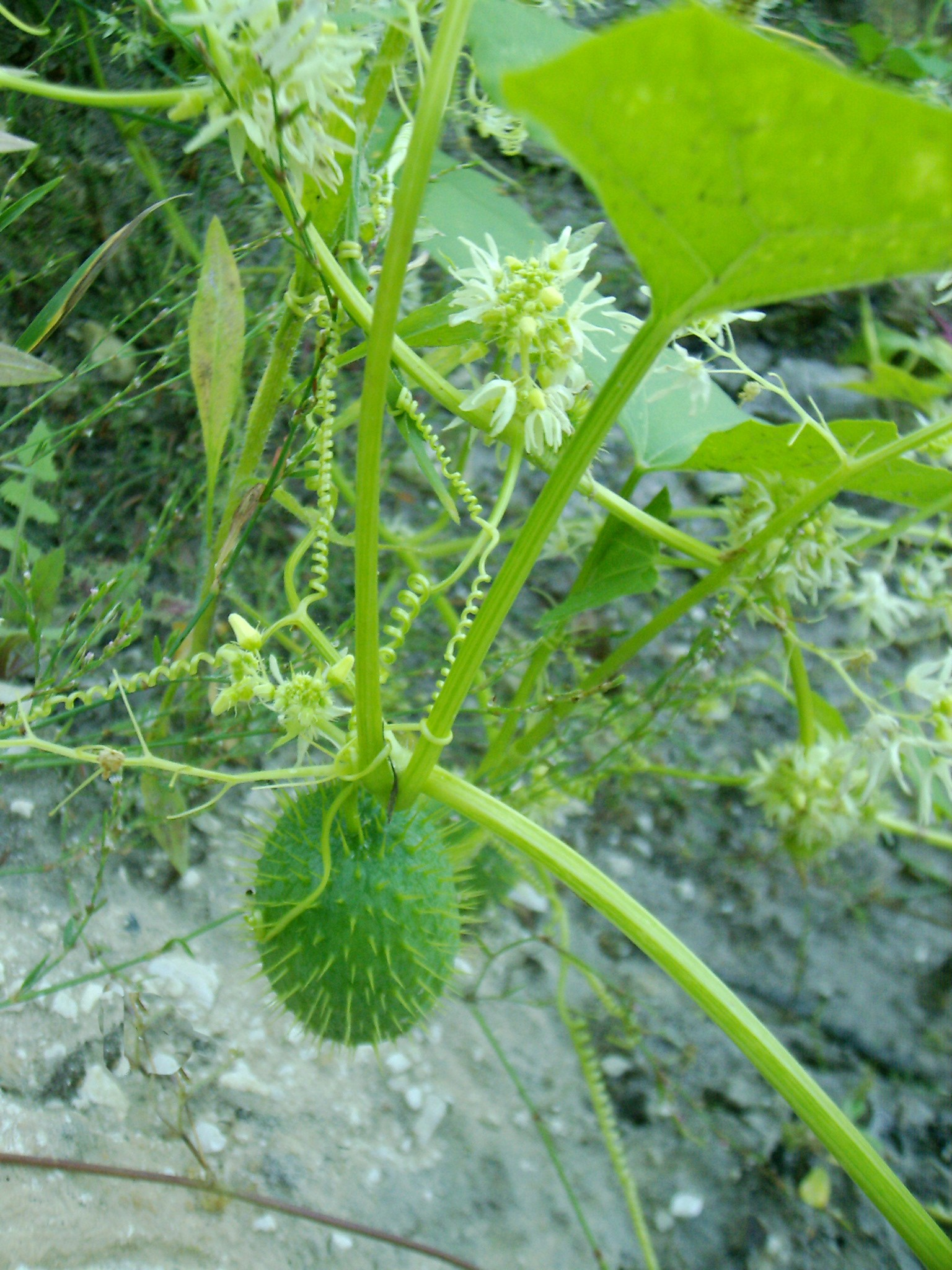
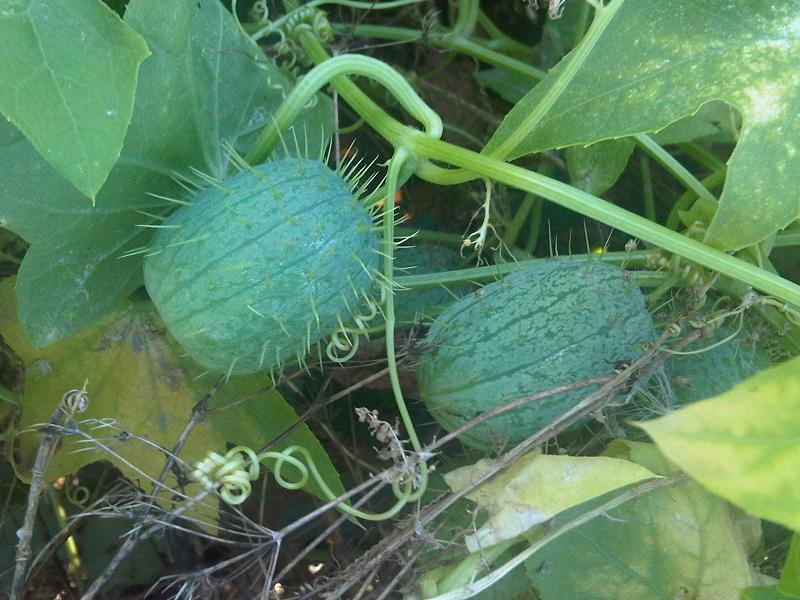
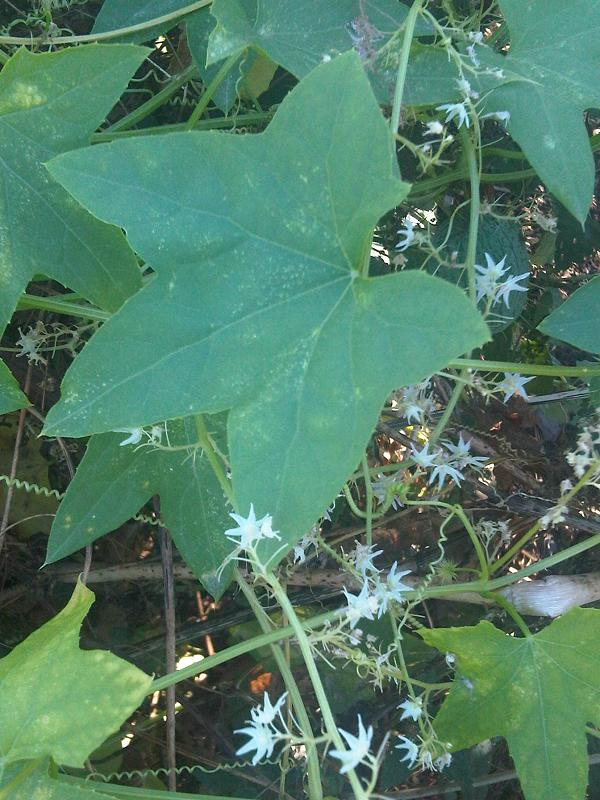
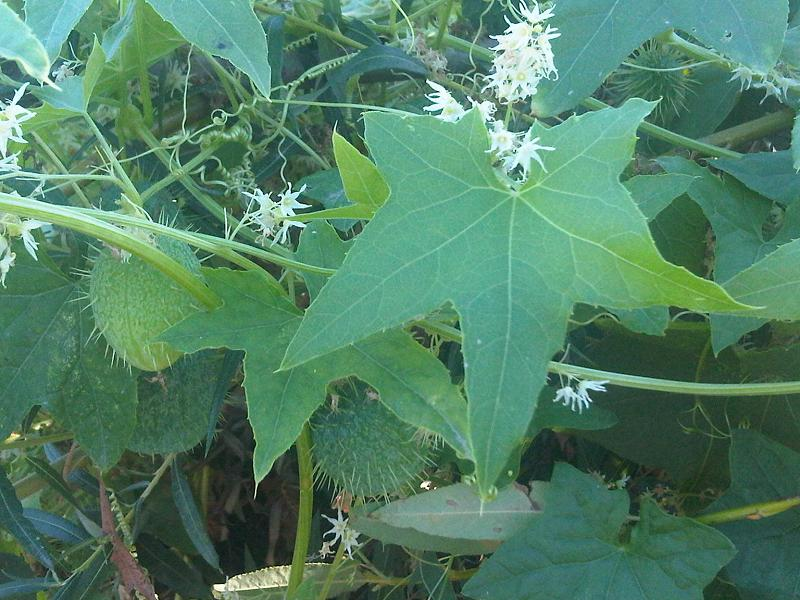
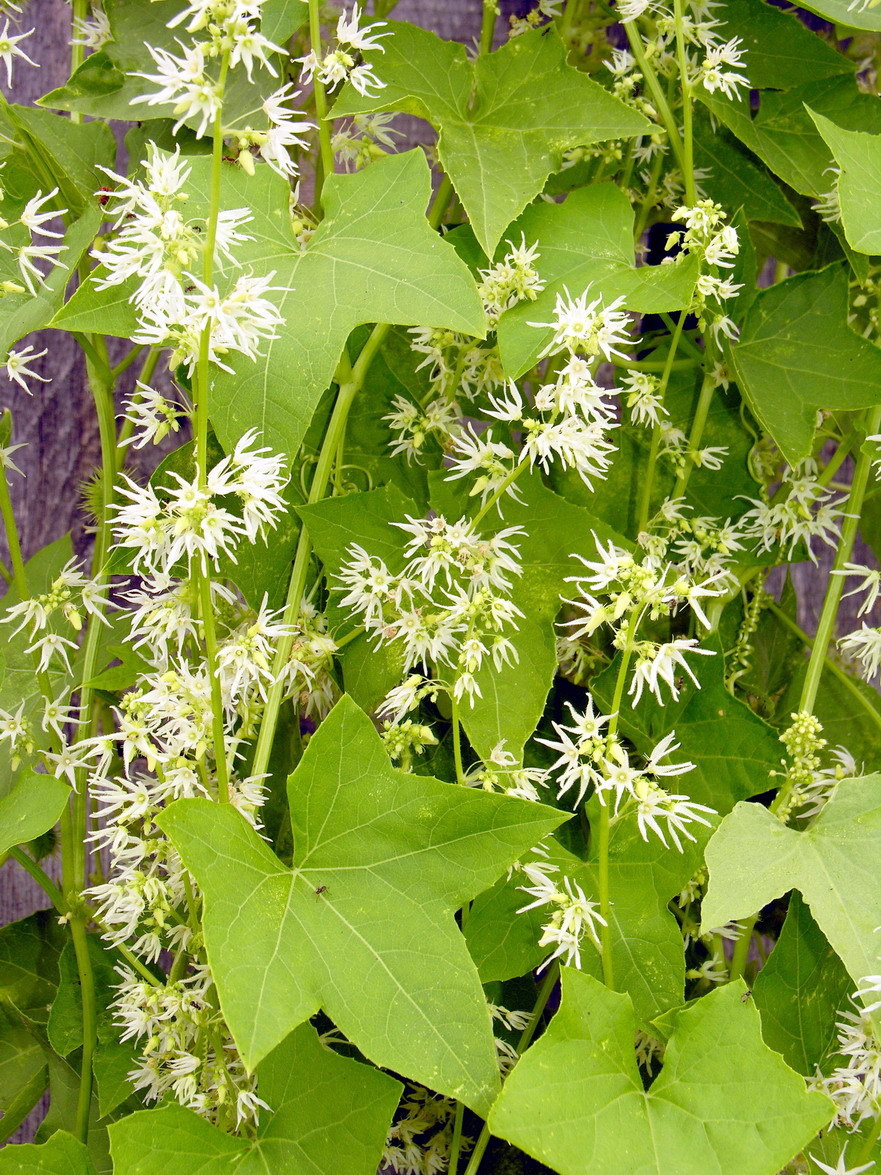
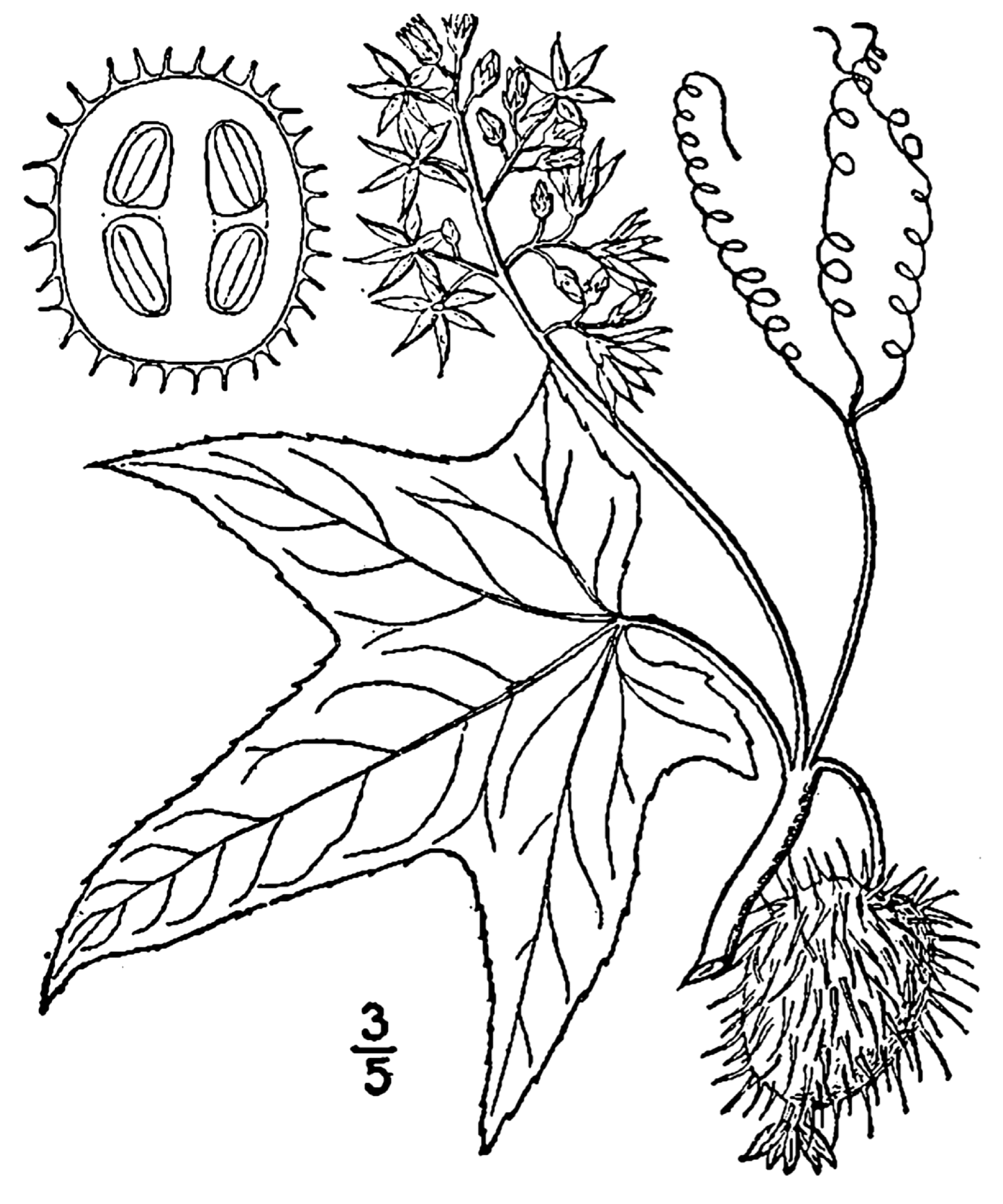
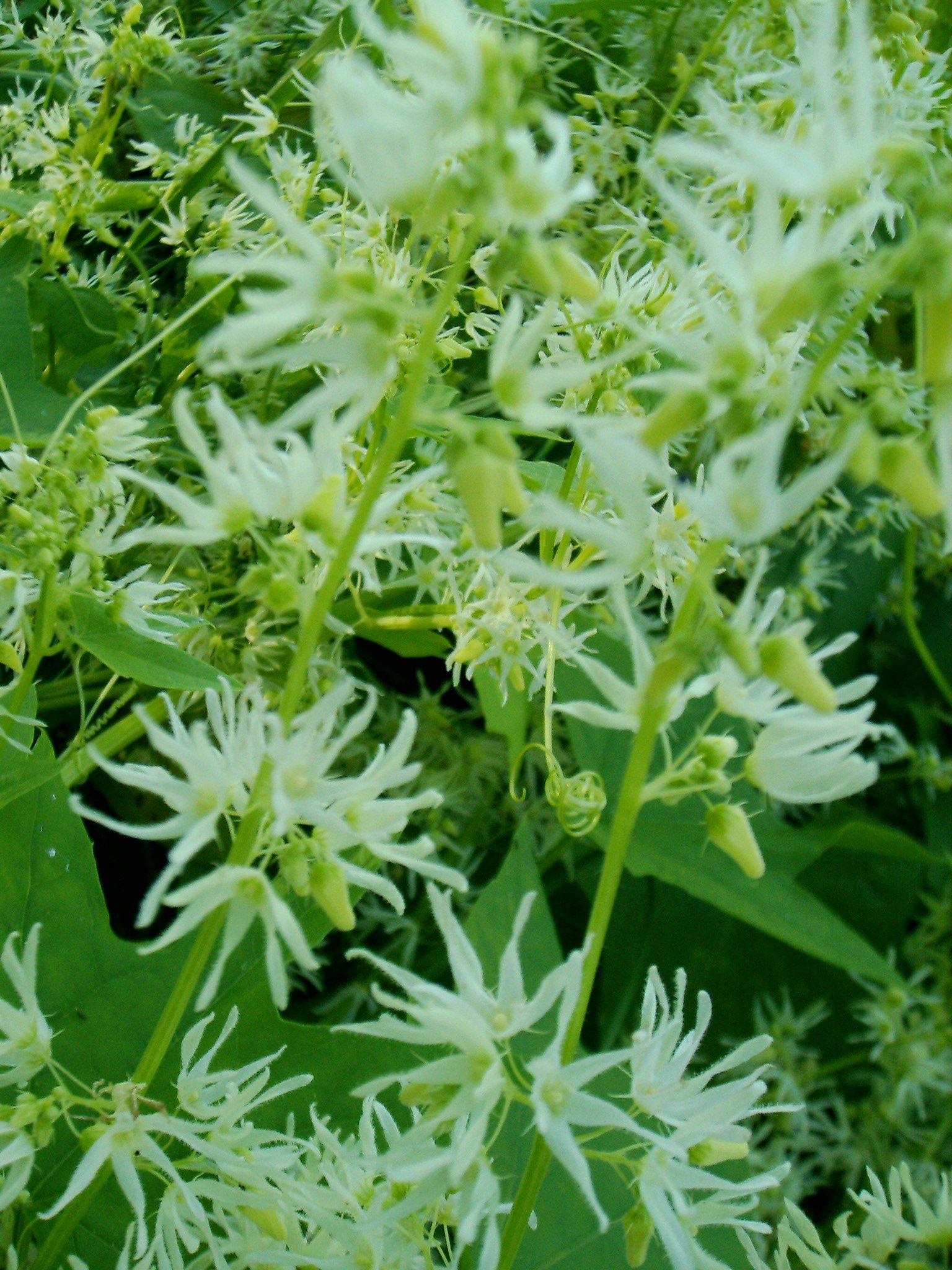
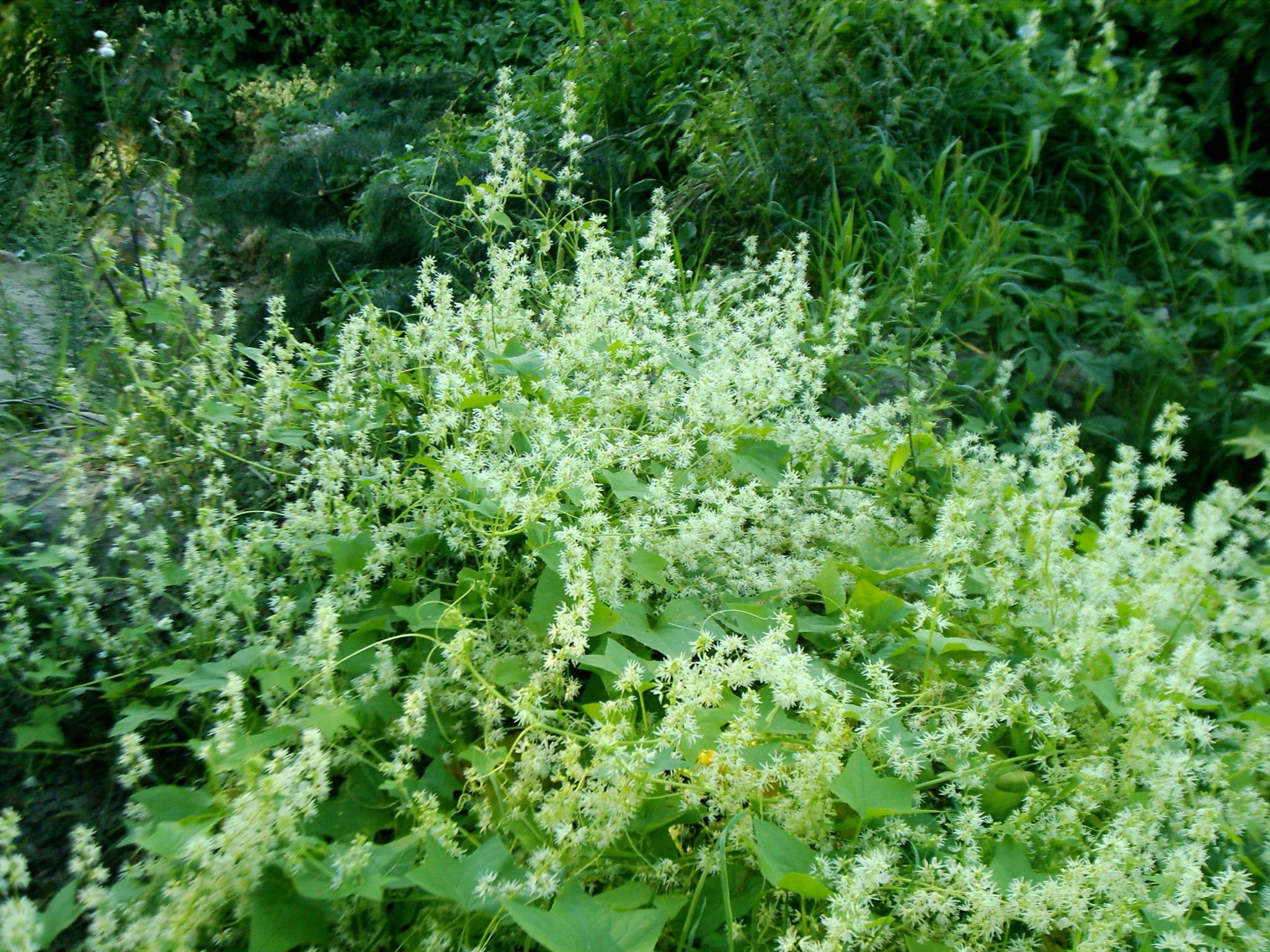
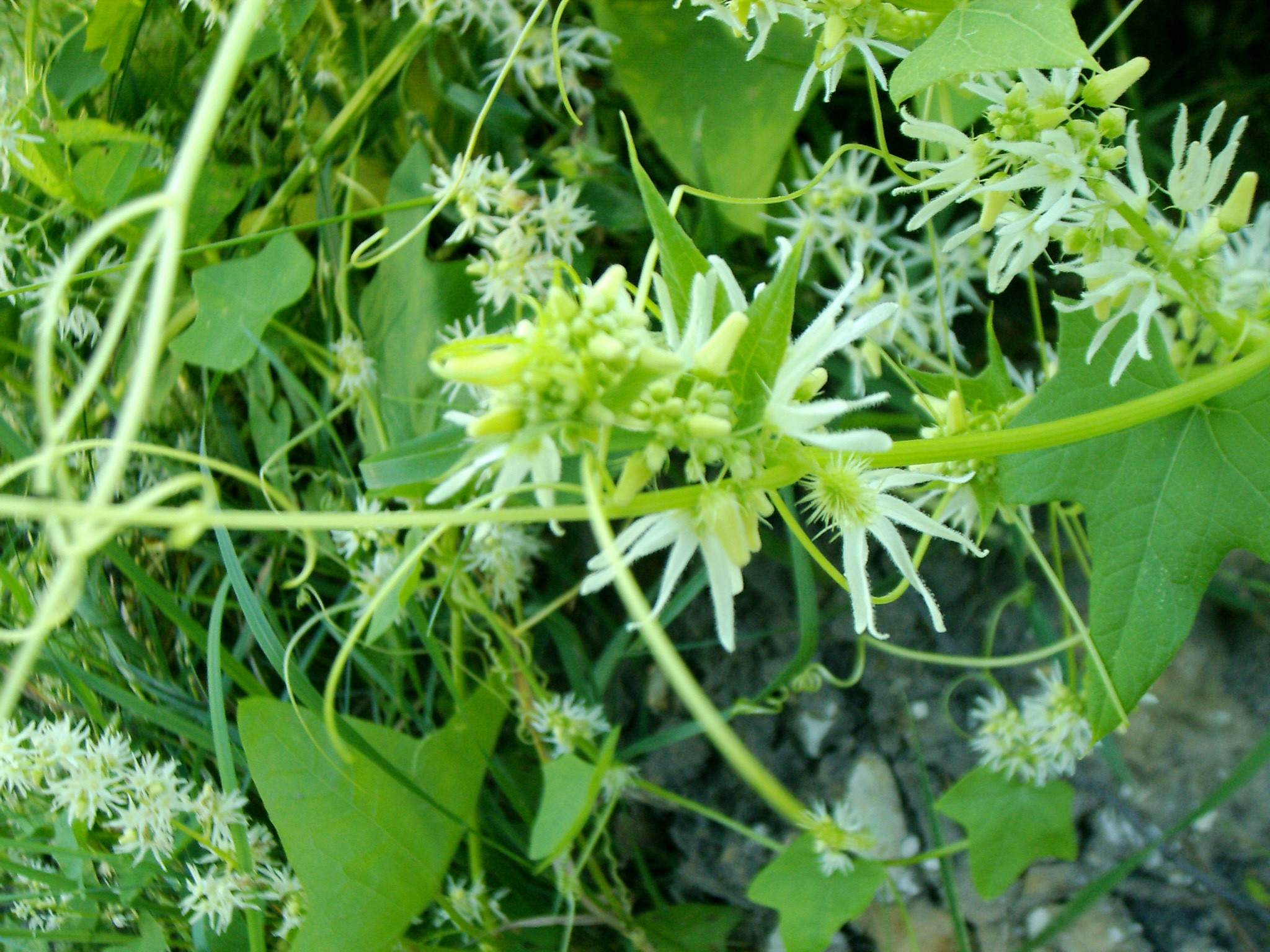